# Gustav Robert Kirchhoff
Gustav Robert Kirchhoff (n. 12 martie 1824, Königsberg, Prusia – d. 17 octombrie 1887, Berlin, Germania) a fost un  fizician german multilateral.
Gustav Robert Kirchhoff a descoperit legile care îi poartă numele în domeniul circuitelor electrice legate de curentul, tensiunea electrică și rezistența electrică. A descoperit (împreună cu Robert Wilhelm Bunsen) elementele chimice cesiu (1860) și rubidiu (1861). A activat și ca electrotehnician și astronom. A analizat fenomenele de radiație termică și a formulat legi fizice importante din acest domeniu.